# Tontopffilter
Ein Tontopffilter ist eine angepasste technologische Entwicklung, die es Menschen in äußerst strukturschwachen Gegenden ermöglichen soll, Wasser aufzubereiten. Es handelt sich dabei um eine Idee, die von dem Materialwissenschaftler Tony Flynn von der Australian National University entwickelt wurde.

## Herstellung
Dabei wird fein geriebener ungebrannter Ton mit feinem organischem Material wie Teeblättern, Kaffeesatz oder Reisspelzen vermengt und mit ein wenig Wasser knetbar gemacht.
Nach dem daraus ein entsprechendes Gefäß geformt wurde, lässt man es trocknen und wickelt es in Stroh und Kuhdung ein, bevor man es in Feuer brennt.

## Entwicklung
Die Technik wurde bei einem World-Vision-Projekt in Manatuto, Osttimor entwickelt. Dabei zeigte sich der lokale Ton als zu fein, um daraus eine entsprechende keramische Filtermembran mit ausreichenden Flussraten bei niedrigem Druck (Füllhöhe des Gefäßes) herzustellen. Deshalb wurden organische Bestandteile beigemengt, um eine höhere Porosität zu erzielen. Die Poren, die sich so herstellen ließen, waren in der Lage, E-coli-Bakterium um 96,4 bis 99,8 Prozent zu reduzieren.